# إراستوس روت
إراستوس روت هو محامي وسياسي أمريكي، ولد في 16 مارس 1773 في هيبرون في الولايات المتحدة، وتوفي في 24 ديسمبر 1846 في نيويورك في الولايات المتحدة. نشط حزبياً في الحزب الديمقراطي. وقد انتخب عضو مجلس ولاية نيويورك ‏ وانتخب عضو مجلس النواب الأمريكي ‏.